# Parc Nacional de Göygöl
El Parc Nacional de Göygöl (en àzeri: Göygöl Milli Parkı) és un parc nacional a l'Azerbaidjan. Va ser establert pel decret del President de l'Azerbaidjan, Ilham Alíev, en una zona al districte de Göygöl l'1 d'abril de 2008, sobre la base de l'antiga Reserva natural Goy-Göl que es va establir el 1925 i que va ser substituïda i ampliada, d'una superfície de 12.755 hectàrees (127,55 quilòmetres quadrats) de la reserva estatal anterior a la seva superfície actual de 6.739 hectàrees (67,39 quilòmetres quadrats) i ara amb l'estatus d'un parc nacional.